# Megaceras laevipenne
Megaceras laevipenne är en skalbaggsart som beskrevs av Heinrich Bernward Prell 1914. Megaceras laevipenne ingår i släktet Megaceras och familjen Dynastidae. Inga underarter finns listade i Catalogue of Life.